# 利珀敦鎮區 (伊利諾伊州比羅縣)
利珀敦鎮區（英語：Leepertown Township）是位於美國伊利諾伊州比羅縣的一個行政鎮區。

## 地方資料
根據2010年美國人口普查的數據，利珀敦鎮區的面積為47.80平方千米，當中陸地面積為40.50平方千米，而水域面積為7.30平方千米。當地共有人口364人，而人口密度為每平方千米7.62人。